# Sidonops vosmaeri
Sidonops vosmaeri är en svampdjursart som först beskrevs av William Johnson Sollas 1886.  Sidonops vosmaeri ingår i släktet Sidonops och familjen Geodiidae. Inga underarter finns listade i Catalogue of Life.